# 아치니 디 페페
아치니 디 페페(이탈리아어: acini di pepe, 단수: acino di pepe 아치노 디 페페[*])는 이탈리아의 파스타이다. 이탈리아어로는 "peppercorns"이며 작은 구슬처럼 생긴 것이 특징이다.
아치니 디 페페는 수프나 차가운 샐러드와 잘 어울리며 이 종류를 가끔 파스티나(이탈리아말로 작은 반죽)로 칭하기도 한다. 하지만 어떤 파스타 요리사들은 아치니 디 페페보다 더 작은 것을 파스티나라고 구분한다. 아치니 디 페페는 이탈리안 웨딩 수프로도 종종 쓰인다.
Frog's Eye Salad는 미국식 샐러드 요리로 거품낸 토핑, 마시멜로, 파인애플, 만다린 오렌지와 섞어 먹는 요리다.

## 같이 보기
- 파스티나